# Famille von Hippel
La famille von Hippel est une famille noble de Prusse-Orientale .

## Histoire
La lignée continue de la famille commence avec Melchior Hippel (1625-1677), marchand de draps et conseiller municipal de Rastenbourg. Le nom vient du Hippe (faucille), comme le montrent le sceau et les armoiries.

## Élévation de la noblesse
L'élévation à la noblesse impériale a lieu le 3 janvier 1790 à Vienne pour les frères Theodor Gottlieb Hippel, conseiller royal de la guerre privée prussien à Königsberg, et Gotthard Friedrich Hippel, curé à Arnau (de), ainsi que pour leurs cousins, les frères Georg Hippel, maire de Rastenbourg, et Melchior Hippel, trésorier de la ville de Rastenbourg, ainsi que leur cousin Christoph Hippel, trésorier de la ville de Johannisburg. La reconnaissance prussienne de la noblesse suit le 6 novembre 1790 à Berlin.

## Blason
- Sceau de 1739 : Une serpe (faucille) dans l'écu. Une étoile sur le casque.
- Armoiries de 1790 (identiques à celles de la famille Hippel de maîtres marteaux, riches dans la principauté de Sagan au XVe siècle) : un lion d'or en bleu, tenant un raisin dans ses pattes avant. Sur le casque bleu et or couvre une jeune fille en pleine croissance vêtue de blanc dans un corsage bleu, tenant une faucille sur un manche doré dans chaque main[3].

## Personnalités
- Arthur von Hippel (de) (1841-1916), ophtalmologue prussien.
- Arthur R. von Hippel (de) (1898-2003), scientifique et physicien germano-américain spécialisé dans les matériaux.
- Eike von Hippel (de) (1935-2016), juriste allemand.
- Eric von Hippel (né en 1941), économiste
- Ernst von Hippel (de) (1895-1984), juriste allemand.
- Eugen von Hippel (de) (1867-1939), ophtalmologue allemand.
- Fritz von Hippel (de) (1897-1991), juriste allemand.
- Frank von Hippel (de) (né en 1937), physicien américain.
- Horst von Hippel (de) (1865-1920), contre-amiral allemand.
- Konrad von Hippel (de) (1862-1934), lieutenant-général.
- Robert von Hippel (de) (1866-1951), pénaliste allemand, auteur de l'ouvrage de référence en deux volumes, paru pour la première fois en 1925, « “”Deutsches Strafrecht“” ».
- Theodor Gottlieb von Hippel l'Ancien (1741-1796), homme d'État, écrivain et critique social, représentant des Lumières, ami d'Emmanuel Kant.
- Theodor Gottlieb von Hippel le Jeune (1775-1843), président du district de Marienwerder ; auteur de l'appel A mon peuple de 1813 ; neveu du philosophe des Lumières du même nom et ami E. T. A. Hoffmann.
- Theodor von Hippel (de) (1890-1977), lieutenant-colonel allemand.
- Walter von Hippel (de) (1872-1936), administrateur de l'arrondissement de Labiau
- Walter von Hippel (de) (1897-1972), lieutenant-général allemand
- William von Hippel (de) (né en 1963), psychologue social américano-australien